# Bruce Deacon
Bruce Deacon (Bruce William Deacon; * 5. Dezember 1966 in Ottawa) ist ein ehemaliger kanadischer Marathonläufer.
1991 gewann er den California International Marathon, und 1994 kam er beim London-Marathon auf den 20. Platz. 1995 wurde er kanadischer Meister über 10.000 Meter, Elfter bei den Weltmeisterschaften in Göteborg und siegte erneut beim California International Marathon.
Bei den Olympischen Spielen 1996 in Atlanta lief er auf Rang 39 ein. 1997 kam er in London auf Platz 19 und bei den Weltmeisterschaften in Athen auf Platz 16. Einem sechsten Platz beim Turin-Marathon 1998 folgte 1999 ein 27. Platz bei den Weltmeisterschaften in Sevilla.
2000 wurde er mit einem Sieg beim Ottawa-Marathon kanadischer Meister und qualifizierte sich damit für die Olympischen Spiele in Sydney, bei denen er den 44. Platz belegte. Im Jahr darauf verteidigte er als Gesamtzweiter in Ottawa seinen nationalen Meistertitel, kam bei den Weltmeisterschaften in Edmonton auf den 46. Platz und triumphierte zum dritten Mal beim California International Marathon. 2002 wurde er erneut als Gesamtzweiter in Ottawa kanadischer Marathonmeister und wurde Vierter beim California International Marathon. 2003 gewann er die Silbermedaille bei den Panamerikanischen Spielen in Santo Domingo.

## Persönliche Bestzeiten
- 10.000 m: 28:46,10 min, 4. Juni 1991, Victoria
- Marathon: 2:13:18 h, 8. Dezember 2002, Sacramento